# Umberto Tommasini
Umberto Tommasini (ur. 9 marca 1896 w Vivaro, Triest, zm. 22 sierpnia 1980) – włoski anarchista, bojownik antyfaszystowski i antystalinowski. Brał udział dwukrotnie w nieudanych próbach zamachu na Mussoliniego i walczył w hiszpańskiej wojnie domowej we włoskiej części Columna Ascaso dowodzonej przez CNT-FAI.

## Działalność
Jego rodzice byli działaczami socjalistycznymi, urodził się w Vivaro w 1896 roku, kiedy Triest był ważnym portem państwa austro-węgierskiego w ramach dynastii Habsburgów. Jego matka zmarła w 1902 roku. W młodym wieku uczestniczył w październiku 1909 w strajku generalnym w tym mieście. Od 1921, działacz organizacji anarchistycznej, współpracował z Gino Lucetti w próbie zamachu na życie Benito Mussoliniego w 1926. Został skazany na pięć lat, po wybuchu wojny domowej w Hiszpanii, udał się do Paryża, dołączył do włoskiej sekcji Colonna Ascaso na froncie w Aragonii w sierpniu 1936, udał się tam z Carlo Rosselli i Camillo Berneri. Padł ofiarą stalinowskich represji w 1937, został aresztowany i musiał opuścić kraj. Po powrocie do Paryża w lecie 1937 próbował po raz kolejny zabić Mussoliniego, za co został wydany do Włoch i uwięziony, z więzienia wyszedł dopiero w 1943. 
Po zakończeniu II wojny światowej w 1945, powrócił do Triestu. W 1968 zbliżył się do młodego ruchu rewolucyjnego. Od 1971 do 1979 był redaktorem „Umanità Nova”, dziennika założonego w 1920 przez Errico Malatestę. Zmarł w 1980.